# Phytolacca dioica
Espèce
Classification phylogénétique
Le Belombra ou Raisinier dioïque (Phytolacca dioica) est une espèce d'arbres dioïques de la famille des Phytolaccaceae, originaire des pampas sud-américaines où il constitue la seule espèce d'arbres présente.
C'est un bel arbre au développement rapide et à la grande longévité, au bois léger et au feuillage persistant. Fruits à 10 carpelles. Toutes les parties de cette plante sont toxiques.

## Autres noms vernaculaires
Bel ombrage, Phytolaque en arbre, bella sombra (castillan), bella ombra (catalan), ombú (nom originel sud-américain).

## En région méditerranéenne
Très présent en Corse comme arbre d'ornement, il y est appelé communément « bellombra ».

## Galerie

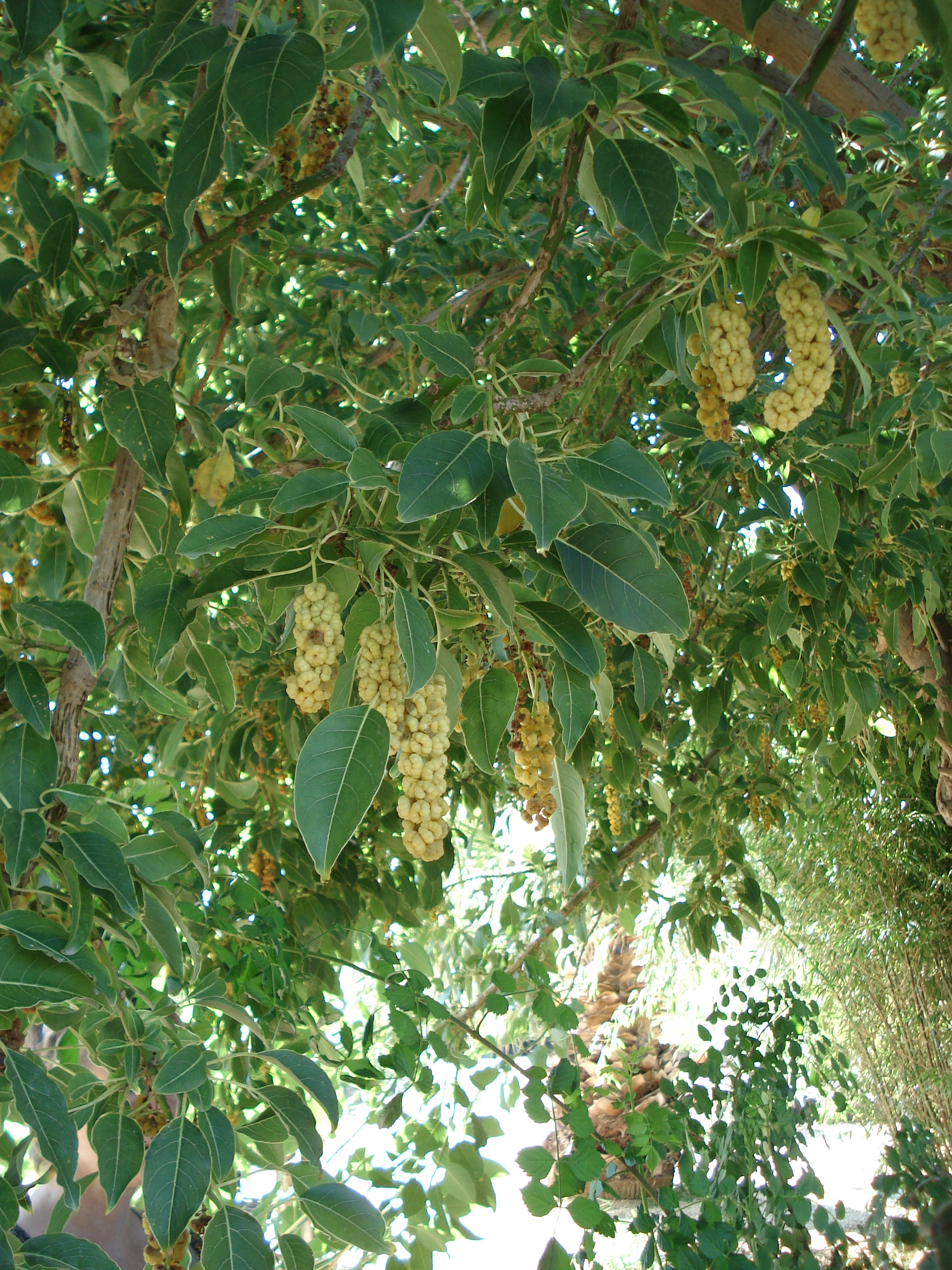
Fruits de phytolacca dioïca
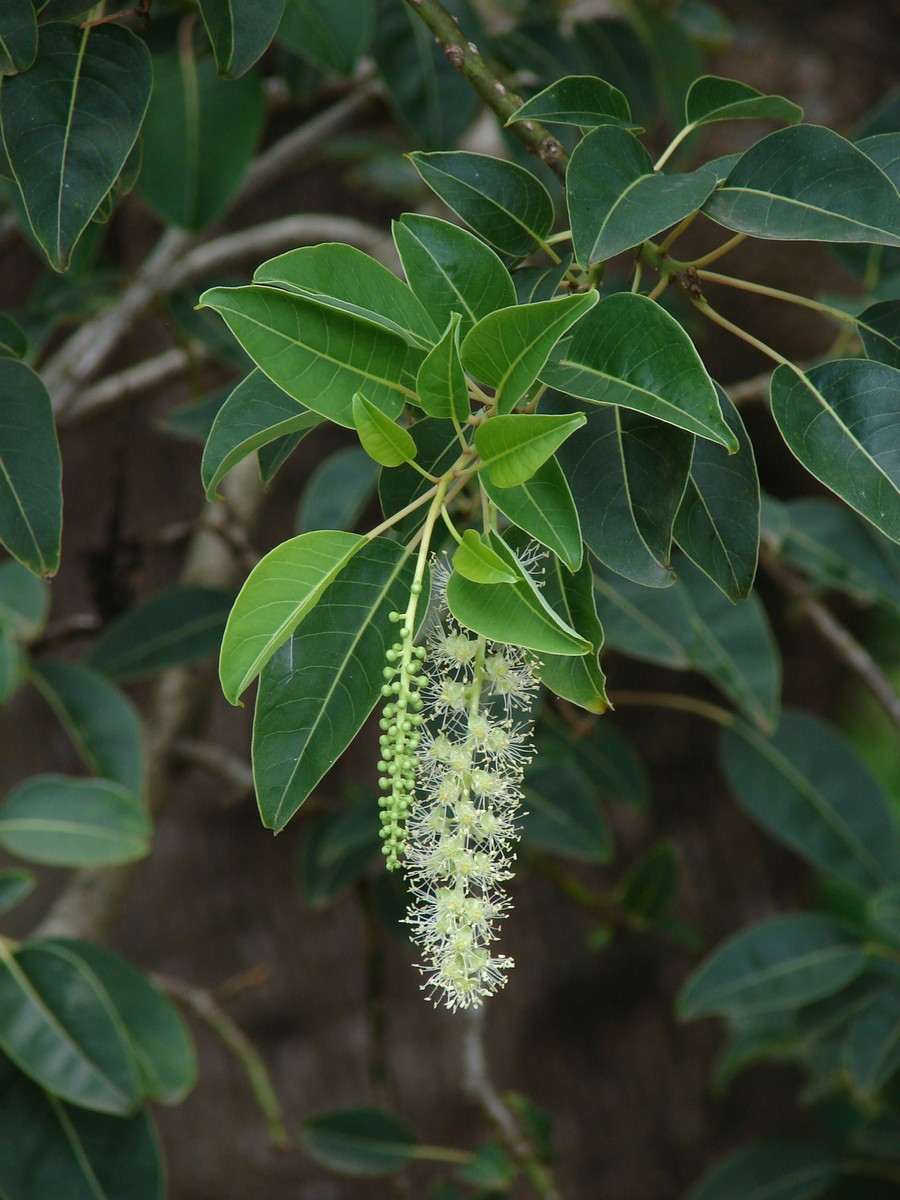
Fleurs et feuilles
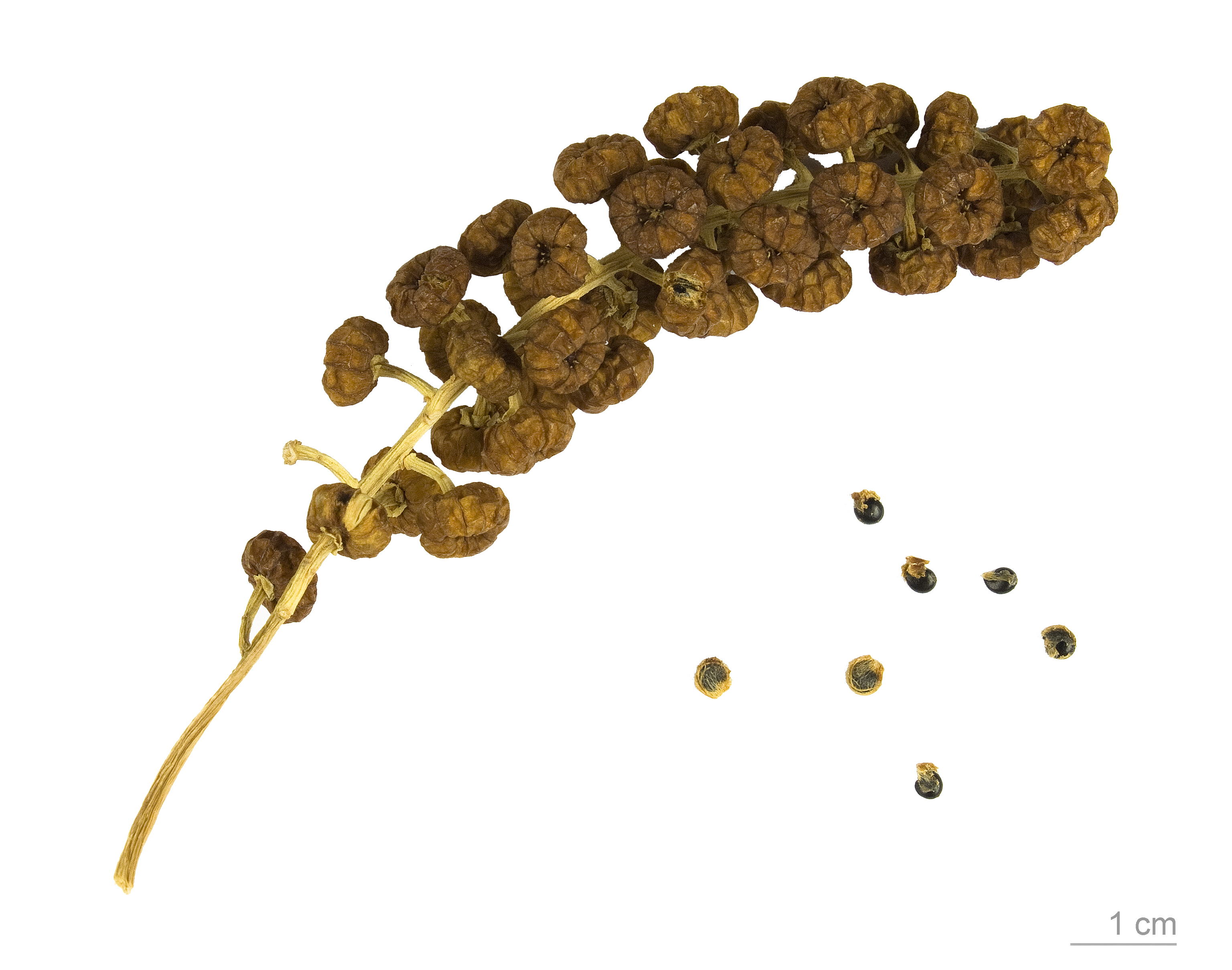
Phytolacca dioica - Muséum de Toulouse